# Tomás Gomensoro (ville)
Tomás Gomensoro est une ville et une municipalité de l'Uruguay située dans le département d'Artigas. Sa population est de 2 818 habitants.

## Population
| Année | Population |
| ----- | ---------- |
| 1963  | 2 173      |
| 1975  | 2 100      |
| 1985  | 1 827      |
| 1996  | 2 427      |
| 2004  | 2 818      |

,

## Gouvernement
Le maire de la ville est Alejandra Paz.